# Антоніо Тавеллі
Антоніо Тавеллі (також Антоній Тавеллі (пол. Antonio Tavellio) — італійський художник, який працював у Галичині. Довгий час мешкав на правах гостя у резиденції львівського латинського архиєпископа Вацлава Сераковського у місті Дунаєві (нині село, Львівського району, Львівської області), який запросив його з Італії і для якого він виконав певні роботи.
Роботи
- фрескова декорація презбітерію (поліхромія[2]) в костелі Внебовзяття Пресвятої Діви Марії, с. Наварія.[3]
- декорації підземної зали палацу в Яблонні[3] (нині Легьоновський повіт) поблизу Варшави.[4]
- «образ» «Внебовзяття Пресвятої Діви Марії» на заслоні головного вівтаря латинської катедри Львова (1771).[2]
- зобов'язався розмалювати каплицю, також кімнату архиєпископа Вацлава Сераковського в його резиденції.[2]
- на думку Мавриція Дідушицького, допомагав Станіславові Строїнському виконувати настінну композицію при дверях однієї з каплиць латинської катедри Львова.[5]